# Damian Bellón
Diego Damian Bellón (San Gallo, 28 agosto 1989) è un allenatore di calcio ed ex calciatore svizzero, centrocampista.

## Carriera

### Club
Bellón si trasferì assieme al fratello gemello Yagó dal San Gallo all'Aston Villa l'11 luglio 2006. I due calciatori giocarono nell'Academy dei Villans per due stagioni, ma si separarono poi nell'estate 2008: Damian firmò infatti un contratto biennale con il Vaduz.
Nella sua prima stagione, giocò trentuno gare nella massima divisione svizzera, ma la squadra retrocesse. Il 17 luglio 2008 debuttò anche nella Coppa UEFA 2008-2009, giocando nella sconfitta casalinga del suo club per due a uno contro lo Zrinjski Mostar.

### Nazionale
Bellón giocò 40 partite (con 3 reti) nelle selezioni giovanili svizzere. Nel 2008 arrivò anche il debutto con la Svizzera under 21.